# Municipio de Brush Creek (condado de Muskingum)
El municipio de Brush Creek (en inglés, Brush Creek Township) es un municipio del condado de Muskingum, Ohio, Estados Unidos. Tiene una población estimada, a mediados de 2023, de 1262 habitantes.

## Geografía
Está ubicado en las coordenadas 39°49′38″N 81°58′42″O / 39.82722, -81.97833 (39.82735, -81.978434). Según la Oficina del Censo, tiene una superficie total de 78.9 km², de los cuales 78.4 km² corresponden a tierra firme y 0.5 km² están cubiertos de agua.

## Demografía
Según el censo de 2020, en ese momento había 1286 personas residiendo en la zona. La densidad de población era de 16 hab./km². El 93.93 % de los habitantes eran blancos, el 0.78 % eran afroamericanos, el 0.08 % era amerindio, el 0.23 % eran asiáticos, el 0.39 % eran de otras razas y el 4.59 % eran de una mezcla de razas. Del total de la población, el 0.31 % eran hispanos o latinos de cualquier raza.